# Campionato italiano di calcio da tavolo 2018
Il quarantaquattresimo campionato italiano di calcio da tavolo venne organizzato dalla F.I.S.C.T. a San Benedetto del Tronto nel 2018.
Sono stati assegnati 6 titoli:
- Open
- Cadetti
- Veterans (Over40)
- Under19
- Under15
- Under 12
- Femminile

## Risultati

### Cat. Open

#### Ottavi di Finale
- Dotto William 0 - 3 Esposito Giosuè
- Ciccarelli Matteo 3 - 0 Esposito Massimo
- Zambello Luca 3 -1 Recano Alberto
- Di Vito Marco 2 - 3 La Torre Claudio (sd)
- Colangelo Luca 7 - 1 Santanicchia Cesare
- Bolognino Massimo 2 - 0 Di Vincenzo Andrea
- Di Vito Luigi 1 - 1 Lepri Maurizio (3-4 tp)
- Bari Saverio 1 - 0 Ciccarelli Andrea

#### Quarti di Finale
- Colangelo Luca 4 - 3 Bolognino Massimo
- Bari Saverio 2 - 1 Lepri Maurizio (sd)
- Esposito Giosuè 0 - 1 Ciccarelli Matteo
- Zambello Luca 2 - 1 La Torre Claudio

#### Semifinali
- Colangelo Luca 3 - 2 Bari Saverio

- Ciccarelli Matteo 3 - 2 Zambello Luca

#### Finale
- Colangelo Luca 2 - 1 Ciccarelli Matteo (sd)

### Cat. Cadetti

#### Ottavi di Finale
- Portera Francesco 2 - 0 Porro Riccardo
- De Rosa Antonio 1 - 0 Battaglia Giuseppe (sd)
- Murabito Pierpaolo 1 - 2 Preziuso Marco (sd)
- Riccio Vincenzo 0 - 1 Di Pietrantonio Silvestro
- Romano Luigi 3 - 2 Zava Edoardo (sd)
- Sepe Pasquale 3 - 2 Vezzuto Pasquale (sd)
- Fucci Antonio 2 - 1 Lo Cascio Emanuele (sd)
- Neri Alessandro 4 - 1 Erminione Eduardo (dtp)

#### Quarti di finale
- Portera Francesco 2 - 3 Neri Alessandro
- De Rosa Antonio 1 - 3 Preziuso Marco
- Di Pietrantonio Silvestro 2 - 3 Romano Luigi
- Sepe Pasquale 1 - 2 Fucci Antonio

#### Semifinali
- Neri Alessandro 3 - 4 Preziuso Marco (dtp)
- Romano Luigi 1 - 2 Fucci Antonio

#### Finale
- Fucci Antonio 2 - 1 Preziuso Marco

### Cat. Veteran

#### Ottavi
- Lazzaretti Patrizio 4 - 1 Curato Giulio
- Natoli Cesare 1 - 0 Ielapi Pietro
- Croatti Massimiliano 0 - 1 Schiavone Massimiliano
- Caiazzo Massimo 1 - 2 Di Vito Raffaele (sd)
- Ferrante Saverio 0 - 2 Ottone Alessandro Primo
- Sollazzo Mauro 2 - 3 Mattiangeli Francesco
- Manganello Mauro 2 - 1 Ifrigerio Rosario
- Impallomeni Bernardo 3 - 0 Cotugno Massimo

#### Quarti di finale
- Ottone Alessandro Primo 0 - 2 Mattiangeli Francesco
- Manganello Mauro 3 - 2 Impallomeni Bernardo
- Lazzaretti Patrizio 4 - 1 Natoli Cesare
- Schiavone Massimiliano 2 - 0 Di Vito Raffaele

#### Semifinali
- Lazzaretti Patrizio 2 - 1 Schiavone Massimiliano
- Mattiangeli Francesco 2 - 0 Manganello Mauro

#### Finale
- Lazzaretti Patrizio 1 - 0 Mattiangeli Francesco

### Cat. Under 19

#### Quarti di finale
- Vezzuto Francesco 4 - 3 Bolognino Andrea
- Brillantino Matteo 1 - 3 La Torre Antonio
- Gentile Ernesto 3 - 1 Natoli Alessandro
- Fontana Antonino 5 - 1 Giuffrè Armando

#### Semifinali
- Vezzuto Francesco 0 - 5 La Torre Antonio
- Gentile Ernesto 0 - 2 Fontana Antonino

#### Finale
- La Torre Antonio 1 - 3 Fontana Antonino

### Cat. Under 15

#### Barrages
- Rocco Leonardo Marcello 1 - 0 Riccio Luca
- Ianniello Pasquale 1 - 0 Ferrante Mattia

#### Semifinali
- Natoli Riccardo 1 - 3 Ianniello Pasquale
- Fricano Christian 5 - 2 Rocco Leonardo Marcello

#### Finale
- Ianniello Pasquale 4 - 1 Fricano Christian

### Cat. Under 12

#### Quarti di finale
- Borgo Francesco 5 - 1 Renzi Angelo
- Giudice Giorgio 6 - 1 Gatti Pietro
- Fricano Lorenzo 5 - 0 Caputo Lorenzo
- Esposito Matteo 2 - 0 Manfredelli Francesco

#### Semifinali
- Fricano Lorenzo 5 - 2 Esposito Matteo
- Borgo Francesco 1 - 1 Giudice Giorgio (dtp)

#### Finale
- Fricano Lorenzo 2 - 3 Borgo Francesco

### Cat. Ladies

#### Barrages
- Filippone Rosalia 4 -1 Perdichizzi Monica
- Furnari Antonella 2 - 1 Mandanici Federica

#### Semifinali
- Furnari Antonella 0 - 1 Guercia Sara
- Filippone Rosalia 0 - 3 Lo Cascio Giuditta

#### Finale
- Lo Cascio Giuditta 0 - 2 Guercia Sara